# Nobile Contrada della Cicogna
La Nobile Contrada della Cicogna è stata una contrada di Milano appartenente al sestiere di Porta Romana.

## Confini
Era delimitata da via Rastrelli, via Paolo da Cannobio, corso Roma, piazza Missori, via dell'Unione, via Falcone e via Cappellari. 

## Luoghi di culto
Della contrada facevano parte la basilica di San Giovanni in Conca (nome originario paleocristiano basilica evangeliorum) e la chiesa di San Giovanni in Laterano.

## Storia

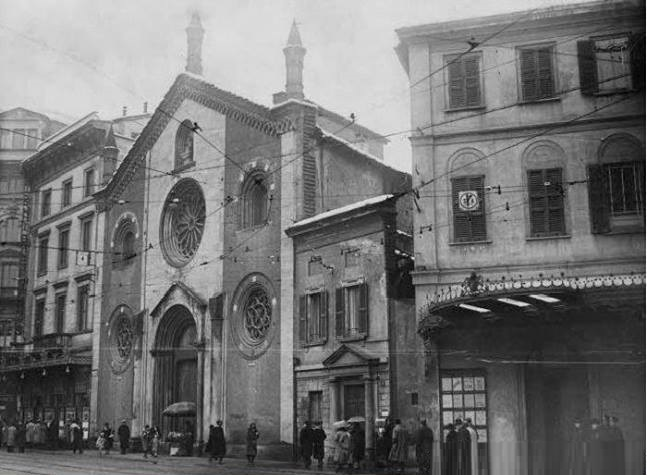
La basilica di San Giovanni in Conca prima della demolizione

Nella contrada, che aveva una dimensione limitata a fronte di una alta densità abitativa dovuta alla cospicua presenza di artigiani e commercianti, si trovava la maggior parte del quartiere annonario del sestiere di Porta Romana. 
Degna di nota è l'etimologia di via Rastrelli. Sulle mappe antiche è chiamata via Restelli, probabilmente richiamando il termine dialettale milanese restéll, ovvero "cancello": qui forse c'era il cancello d'accesso al Broletto Vecchio, edificio poi ristrutturato e trasformatosi in Palazzo Reale. 
Il toponimo di via dell'Unione, originariamente, prima dell'ingrandimento di piazza Missori, che fu realizzata allargando la strada, proseguiva fino a via San Paolo da Cannobio. Via dell'Unione era in precedenza chiamata via San Giovanni in Conca e ancora prima era nota come via dei Nobili. 

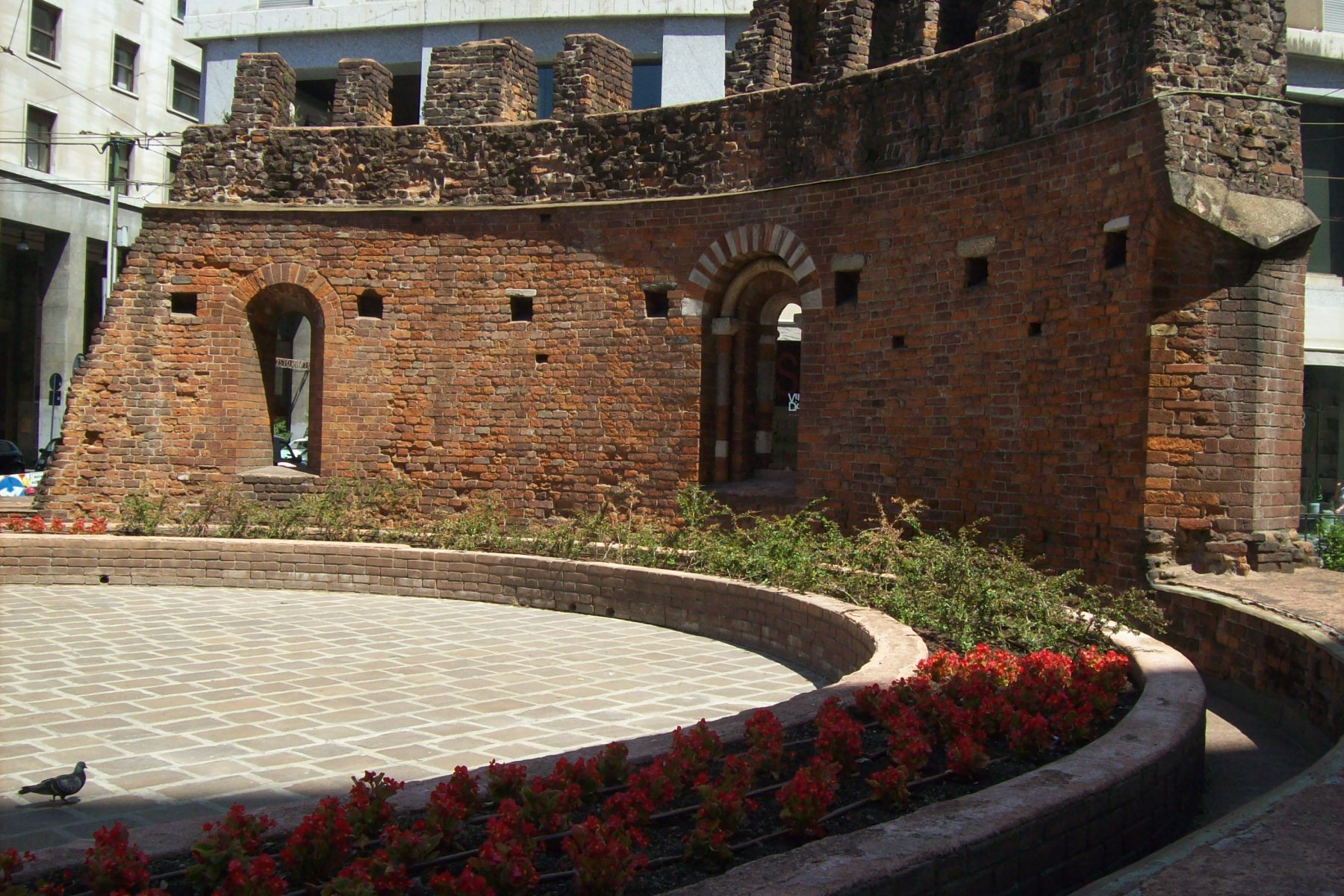
I resti attualmente visibili in superficie della basilica di San Giovanni in Conca

Altra ipotesi vuole che via dei Nobili, in origine, fosse chiamata via della Cicogna. Via San Giovanni in Conca, e le vie Visconti, Tre Alberghi (in origine via dei Tre Re), Speronari e Spadari avevano un'urbanistica risalente all'epoca romana. In particolare le ultime tre vie citate, che erano una la continuazione dell'altra, corrispondevano alla via Quintana, ovvero a un'importante arteria stradale romana dell'antica Mediolanum.